# Eumenes quettaensis
Eumenes quettaensis är en stekelart som först beskrevs av Cameron.  Eumenes quettaensis ingår i släktet krukmakargetingar, och familjen Eumenidae. Inga underarter finns listade i Catalogue of Life.